# Vittorio Privileggi

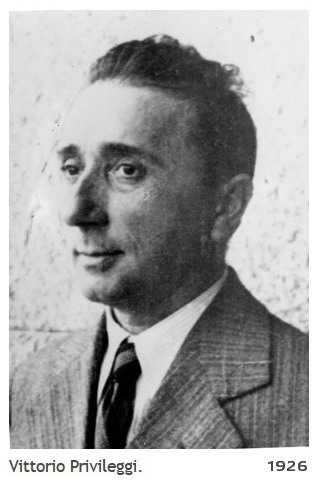

Vittorio Privileggi (Parenzo, 13 novembre 1880 – Trieste, gennaio 1955) è stato un ingegnere italiano.

## Biografia

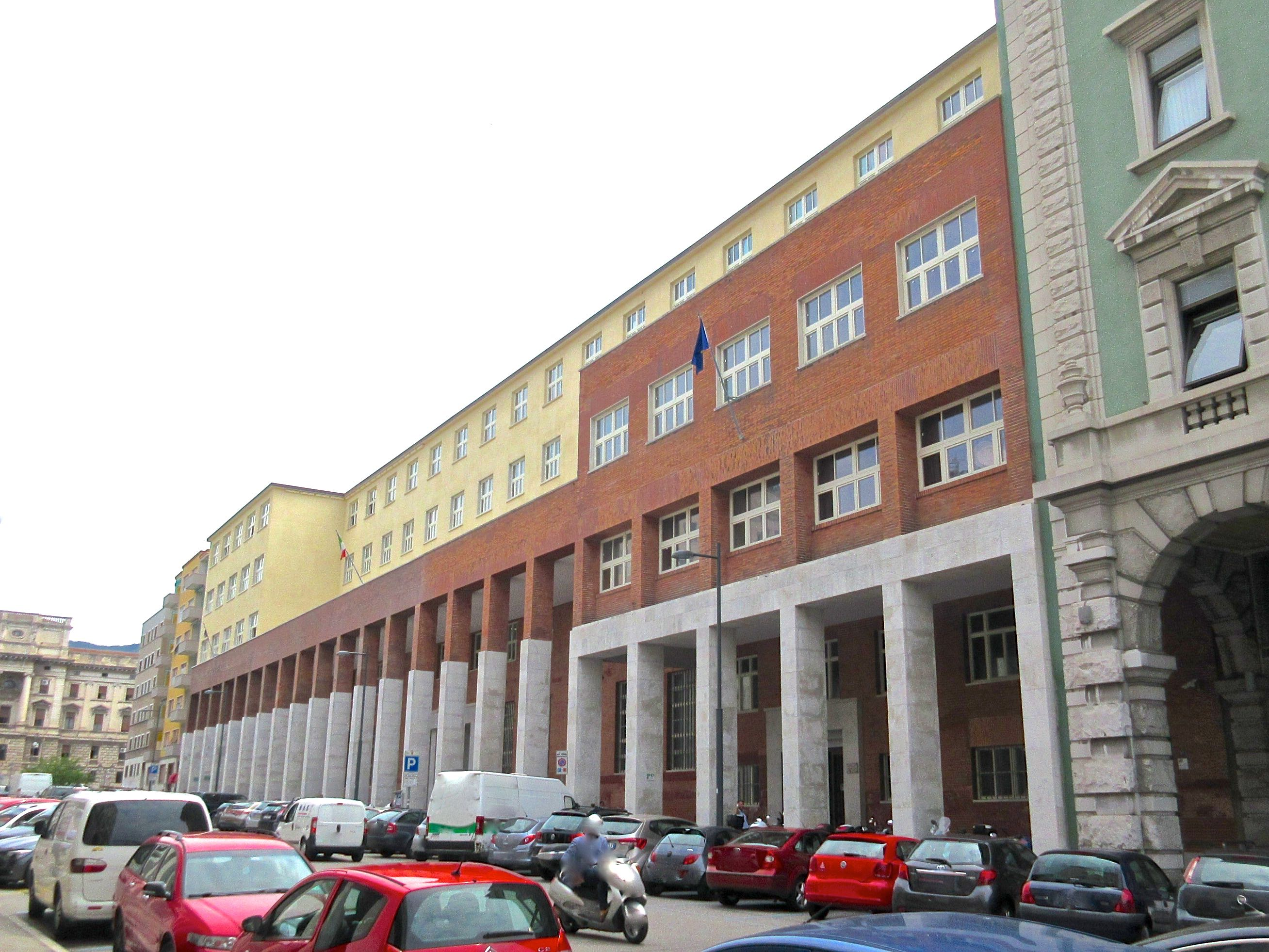
Trieste, Liceo ginnasio statale Dante Alighieri, Vittorio Privileggi, 1934-36

Vittorio Privileggi nacque a Parenzo il 13 novembre 1880, cugino del poeta irredentista Giuseppe Picciola.
Si laureò in ingegneria civile a Vienna nel 1903 e si iscrisse all'albo professionale nel 1926. Durante il primo conflitto mondiale fu imprigionato dal governo austriaco.
Dal 1904 lavorò a Trieste come funzionario dell'Ufficio tecnico comunale, dove fu a lungo capo della divisione urbanistica, realizzando alcuni fra i principali interventi cittadini durante il Ventennio.
Nel 1930 progettò l'ingresso della necropoli monumentale di Sant'Anna a Trieste e una nuova galleria per il Teatro Verdi. 
Progettò e realizzò in autonomia la nuova sede del Liceo ginnasio Dante Alighieri (1934-36) e l'ampliamento del palazzo municipale di Trieste in Largo dei Granatieri (1937-40). Nella costruzione di quest'ultimo, nel rispetto del principi autarchici dell'epoca, l'uso del ferro e del calcestruzzo armato viene limitato al massimo privilegiando l'uso di muratura in pietra e di mattoni, ove possibile.
Il progetto di maggior rilievo predisposto da Privileggi è la sistemazione del colle di San Giusto, sul quale nel 1933 si era prevista la realizzazione di un monumento ai Caduti; durante il cantiere, vennero portati alla luce i resti archeologici di una basilica e di un propileo di epoca romana. Il restauro del sito venne inaugurato nel 1935 alla presenza del re.
In occasione della visita del duce nel 1938, firmò il progetto ad opera del collega Camillo Jona (che a breve fu colpito dalle leggi razziali) e realizzò la fontana luminosa di Montuzza, collocata sul colle di San Giusto a coronamento della scala dei giganti.
Fra gli altri progetti, curò la sistemazione della Biblioteca Civica, del Museo lapidario, della Galleria Revoltella; l'ampliamento del giardino pubblico, la ricostruzione del monumento a Verdi, il progetto dei pili in Piazza Unità d'Italia.
Fu a lungo socio della Società di Minerva, della quale fu anche revisore dei conti dal 1947 alla morte.

## Regesto delle opere
- 1930-32 - Ingresso monumentale al Cimitero di Sant'Anna
- 1933-35 - Sistemazione del colle di San Giusto (con il soprintendente Ferdinando Forlati)
- 1934-36 - Liceo-Ginnasio Dante Alighieri, Trieste
- 1937-40 - Ampliamento del palazzo municipale, Trieste
- 1938      - Fontana di Montuzza
- 1953-54 - Sistemazione architettonica e urbanistica dell'area di Santa Maria Maggiore e di San Silvestro, Trieste

## Archivio
L'archivio privato dell'ingegnere è stato donato nel 2007 dalla figlia, in qualità di erede e proprietaria, all'Archivio di Stato di Trieste.